# Список дипломатических миссий Государства Палестина
Государство Палестина постепенно расширяет свою сеть взаимоотношения с международным сообществом. Во многих из стран, признающих независимость государства Палестина, уже открыты посольства или другие дипломатические представительства. В то же время, дипломатические взаимоотношения с суверенными государствами существовали и до провозглашения Палестинской декларации о независимости (1988) и подписания соглашений в Осло (1993) с последующим созданием Палестинской национальной администрация (ПНА).
В некоторых государствах (в том числе и России) уже с 1967 года существовали представительства Организации освобождения Палестины (ООП).

Карта дипломатических представительств Государства Палестина в мире. Дипломатические представительства обозначены (светло-зеленым), представительства не резиденты (голубым)

## Список дипломатических миссий Государства Палестина за рубежом
|                             | Европа                                                                        |
| Страна                      | Представительство                                                             |
| Албания                     | - Тирана (Посольство)                                                         |
| Азербайджан                 | - Баку (Посольство)                                                           |
| Беларусь                    | - Минск (Посольство)                                                          |
| Болгария                    | - София (Посольство)                                                          |
| Босния и Герцеговина        | - Сараево (Посольство)                                                        |
| Ватикан (Святой Престол)    | - Рим (Посольство Палестины)                                                  |
| Венгрия                     | - Будапешт (Посольство)                                                       |
| Исландия                    | - Осло (Норвегия) (Посольство, представитель не-резидент)                     |
| Республика Кипр             | - Никосия (Посольство)                                                        |
| Мальта                      | - Валлетта (Посольство)                                                       |
| Польша                      | - Варшава (Посольство)                                                        |
| Россия                      | - Москва (Посольство)                                                         |
| Румыния                     | - Бухарест (Посольство)                                                       |
| Сербия                      | - Белград (Посольство)                                                        |
| Словакия                    | - Братислава (Посольство)                                                     |
| Украина                     | - Киев (Посольство)                                                           |
| Черногория                  | - Белград (Сербия) (Посольство-нерезидент)                                    |
| Чехия                       | - Прага (Посольство)                                                          |
| Швеция                      | - Стокгольм (Посольство)                                                      |
|                             | Азия                                                                          |
| Страна                      | Представительство                                                             |
| Бангладеш                   | - Дакка (Посольство)                                                          |
| Бахрейн                     | - Манама (Посольство)                                                         |
| Бруней                      | - Куала-Лумпур (Малайзия) (Посольство-нерезидент)                             |
| Тимор-Лешти                 | - Канберра (Австралия) (Посольство, представитель-нерезидент)                 |
| Вьетнам                     | - Ханой (Посольство)                                                          |
| Индия                       | - Нью-Дели (Посольство)                                                       |
| Индонезия                   | - Джакарта (Посольство)                                                       |
| Иордания                    | - Амман (Посольство)                                                          |
| Ирак                        | - Багдад (Посольство)                                                         |
| Иран                        | - Тегеран (Посольство)                                                        |
| Йемен                       | - Сана (Посольство)                                                           |
| Казахстан                   | - Астана (Посольство)                                                         |
| Катар                       | - Доха (Посольство)                                                           |
| Кыргызстан                  | - Ташкент (Узбекистан) (Посольство-нерезидент)                                |
| Китай                       | - Пекин (Посольство)                                                          |
| КНДР                        | - Пхеньян (Посольство)                                                        |
| Кувейт                      | - Эль-Кувейт (Посольство)                                                     |
| Ливан                       | - Бейрут (Посольство)                                                         |
| Малайзия                    | - Куала-Лумпур (Посольство)                                                   |
| Мальдивские острова         | - Коломбо (Шри-Ланка) (Посольство-нерезидент)                                 |
| ОАЭ                         | - Абу-Даби (Посольство)                                                       |
| Оман                        | - Маскат (Посольство)                                                         |
| Пакистан                    | - Исламабад (Посольство)                                                      |
| Саудовская Аравия           | - Эр-Рияд (Посольство)                                                        |
| Сирия                       | - Дамаск (Посольство)                                                         |
| Таджикистан                 | - Ташкент (Узбекистан) (Посольство-нерезидент)                                |
| Таиланд                     | - Куала-Лумпур (Малайзия) (Посольство-нерезидент)                             |
| Туркменистан                | - Ташкент (Узбекистан) (Посольство-нерезидент)                                |
| Турция                      | - Анкара (Посольство)                                                         |
| Узбекистан                  | - Ташкент (Посольство)                                                        |
| Филиппины                   | - Куала-Лумпур (Малайзия) (Посольство-не резидент)                            |
| Шри-Ланка                   | - Коломбо (Посольство)                                                        |
|                             | Африка                                                                        |
| Страна                      | Представительство                                                             |
| Алжир                       | - Алжир (Посольство)                                                          |
| Ангола                      | - Луанда (Посольство)                                                         |
| Бенин                       | - Лагос (Нигерия) (Посольство-нерезидент)                                     |
| Буркина-Фасо                | - Бамако (Мали) (Посольство-нерезидент)                                       |
| Габон                       | - Либревиль (Посольство)                                                      |
| Гамбия                      | - Дакар (Сенегал) (Посольство-нерезидент)                                     |
| Гана                        | - Аккра (Посольство)                                                          |
| Гвинея                      | - Дакар (Сенегал) (Посольство-нерезидент)                                     |
| Гвинея-Бисау                | - Дакар (Сенегал) (Посольство-нерезидент)                                     |
| Джибути                     | - Джибути (Посольство)                                                        |
| Египет                      | - Каир (Посольство)                                                           |
| Замбия                      | - Лусака (Посольство)                                                         |
| Зимбабве                    | - Хараре (Посольство)                                                         |
| Кабо-Верде                  | - Дакар (Сенегал) (Посольство-нерезидент)                                     |
| Кения                       | - Аддис-Абеба (Эфиопия) (Посольство-нерезидент)                               |
| Коморы                      | - Дар-эс-Салам (Танзания) (Посольство-нерезидент)                             |
| Кот-д’Ивуар                 | - Абиджан (Посольство)                                                        |
| Ливия                       | - Триполи (Посольство)                                                        |
| Маврикий                    | - Дар-эс-Салам (Танзания) (Посольство-нерезидент)                             |
| Мавритания                  | - Нуакшот (Посольство)                                                        |
| Малави                      | - Хараре (Зимбабве) (Посольство-нерезидент)                                   |
| Мали                        | - Бамако (Посольство)                                                         |
| Марокко                     | - Рабат (Посольство)                                                          |
| Мозамбик                    | - Мапуту (Посольство)                                                         |
| Намибия                     | - Претория (Южно-Африканская Республика) (Посольство-нерезидент)              |
| Нигер                       | - Бамако (Мали)(Посольство-нерезидент)                                        |
| Нигерия                     | - Абуджа (Посольство)                                                         |
| Свазиленд                   | - Мапуту (Мозамбик) (Посольство-нерезидент)                                   |
| Сейшельские Острова         | - Дар-эс-Салам (Танзания) (Посольство-нерезидент)                             |
| Сенегал                     | - Дакар (Посольство)                                                          |
| Сомали                      | - Могадишо(Посольство вновь открывается)                                      |
| Судан                       | - Хартум (Посольство)                                                         |
| Сьерра-Леоне                | - Дакар (Сенегал) (Посольство-нерезидент)                                     |
| Танзания                    | - Дар-эс-Салам (Посольство)                                                   |
| Тунис                       | - Тунис (Посольство)                                                          |
| Уганда                      | - Кампала (Посольство открывается)                                            |
| Эфиопия                     | - Аддис-Абеба (Посольство)                                                    |
| Южно-Африканская Республика | - Претория (Посольство)                                                       |
|                             | Северная Америка                                                              |
| Страна                      | Представительство                                                             |
| Белиз                       | - Мехико (Мексика) (Специальная делегация, представитель-нерезидент)          |
| Доминиканская Республика    | - Нью-Йорк (Соединённые Штаты Америки) (Посольство, представитель-нерезидент) |
| Коста-Рика                  | - Нью-Йорк (Соединённые Штаты Америки) (Посольство, представитель-нерезидент) |
| Куба                        | - Гавана (Посольство)                                                         |
| Никарагуа                   | - Манагуа (Посольство)                                                        |
|                             | Южная Америка                                                                 |
| Страна                      | Представительство                                                             |
| Аргентина                   | - Буэнос-Айрес (Посольство)                                                   |
| Бразилия                    | - Бразилиа (Посольство)                                                       |
| Венесуэла                   | - Каракас (Посольство)                                                        |
| Гайана                      | - Гавана (Куба) (Посольство, представитель-нерезидент)                        |
| Колумбия                    | - Санта-Фе-Де-Богота (Дипломатическая миссия)                                 |
| Парагвай                    | - Бразилиа (Бразилия) (Посольство, представитель-нерезидент)                  |
| Перу                        | - Лима (Посольство)                                                           |
| Уругвай                     | - Монтевидео (Посольство открывается)                                         |
| Чили                        | - Сантьяго (Посольство)                                                       |
| Эквадор                     | - Кито(Посольство)                                                            |
|                             | Австралия и Океания                                                           |
| Страна                      | Представительство                                                             |
| Вануату                     | - Канберра (Австралия) (Посольство Палестины, представитель-нерезидент)       |
| Папуа — Новая Гвинея        | - Канберра (Австралия) (Посольство Палестины, представитель-нерезидент)       |